# الدمينة (صبر الموادم)

تعديل مصدري - تعديل

الدمينه  هي إحدى قرى مديرية صبر الموادم بمحافظة تعز اليمنية، بلغ تعداد سكانها 1164 نسمة حسب أحصائيات عام  2004.